# Cephalopholis
Cephalopholis é um gênero de pequenas garoupas que são conhecidas como garoupa-de-coral, garoupa-de-recife ou garoupa-de-aquário, pois algumas espécies não crescem muito do que 44.0 cm. São serranídeos que pertencem á família Serranidae e á subfamília Epinephelinae, são parentes próximos dos anthias e dos meros que também pertencem á família Serranidae.
O gênero pode ser encontrado nas partes tropicais e subtropicais dos Oceanos Atlantico, índico e Pacífico. Esses serranídeos podem habitar recifes de corais costeiros, lagunas de água salgada, atóis, ilhas de coral, costões rochosos e recifes mesofóticos profundos.

## Espécies[3]
- Cephalopholis aitha Randall & Heemstra, 1991
- Cephalopholis argus Schneider, 1801
- Cephalopholis aurantia (Valenciennes, 1828)
- Cephalopholis boenak (Bloch, 1790)
- Cephalopholis cruentata (Lacépède, 1802)
- Cephalopholis cyanostigma (Valenciennes, 1828)
- Cephalopholis formosa (Shaw, 1812)
- Cephalopholis fulva (Linnaeus, 1758)
- Cephalopholis hemistiktos (Rüppell, 1830)
- Cephalopholis igarashiensis Katayama, 1957
- Cephalopholis leopardus (Lacepède, 1801)
- Cephalopholis microprion (Bleeker, 1852)
- Cephalopholis miniata (Forsskål, 1775)
- Cephalopholis nigri (Günther, 1859)
- Cephalopholis nigripinnis (Valenciennes, 1828)
- Cephalopholis oligosticta Randall & Ben-Tuvia, 1983
- Cephalopholis panamensis (Steindachner 1876)
- Cephalopholis polleni (Bleeker, 1868)
- Cephalopholis polyspila Randall & Satapoomin, 2000
- Cephalopholis sexmaculata (Rüppell 1830)
- Cephalopholis sonnerati (Valenciennes 1828)
- Cephalopholis spiloparaea (Valenciennes 1828)
- Cephalopholis taeniops (Valenciennes 1828)
- Cephalopholis urodeta (Forster, 1801)

## Galeria

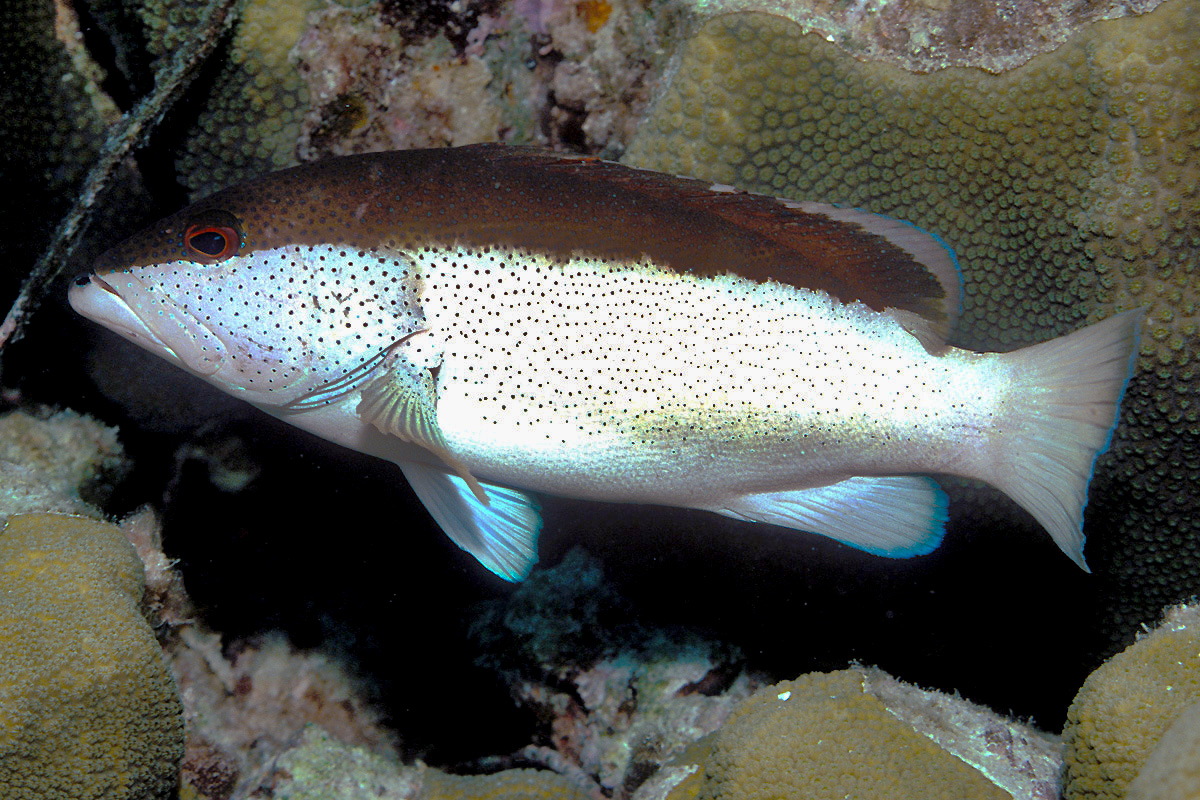
Garoupa-caraúna (Cephalopholis fulva)
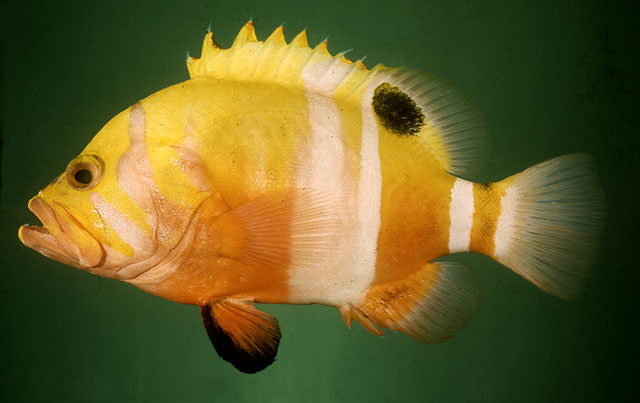
Garoupa-de-Netuno (Cephalopholis igarashiensis)
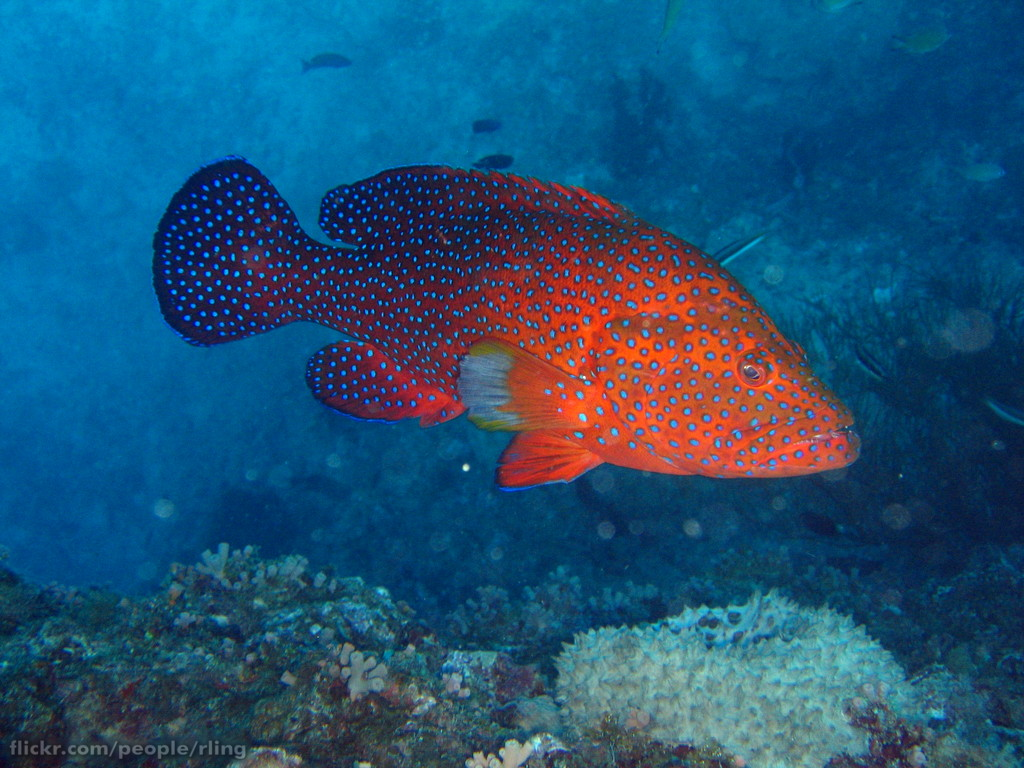
Garoupa-miniata (Cephalopholis miniata)
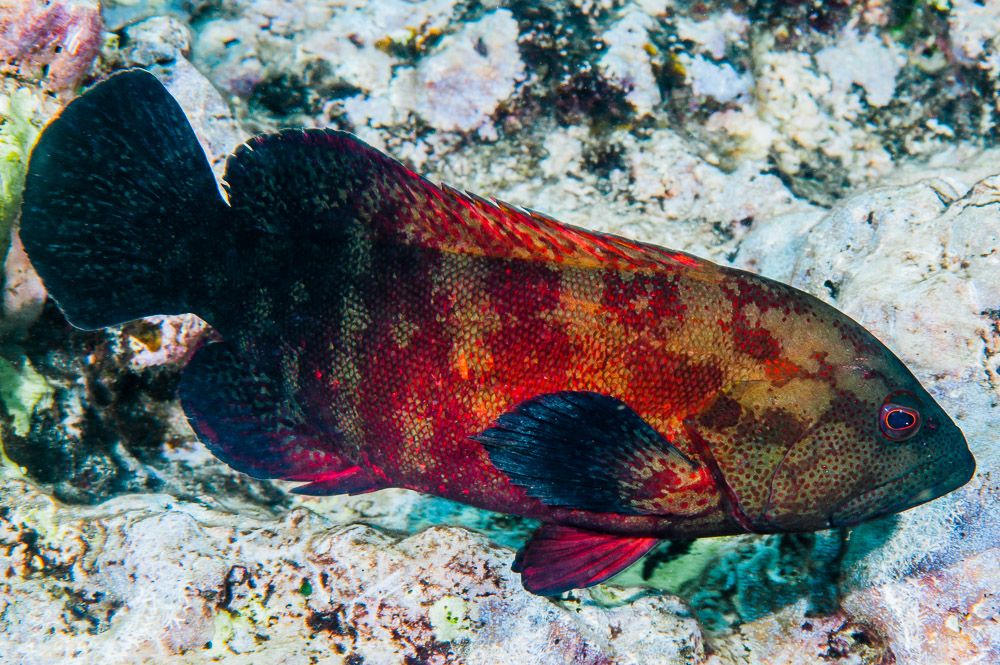
Cephalopholis nigripinnis
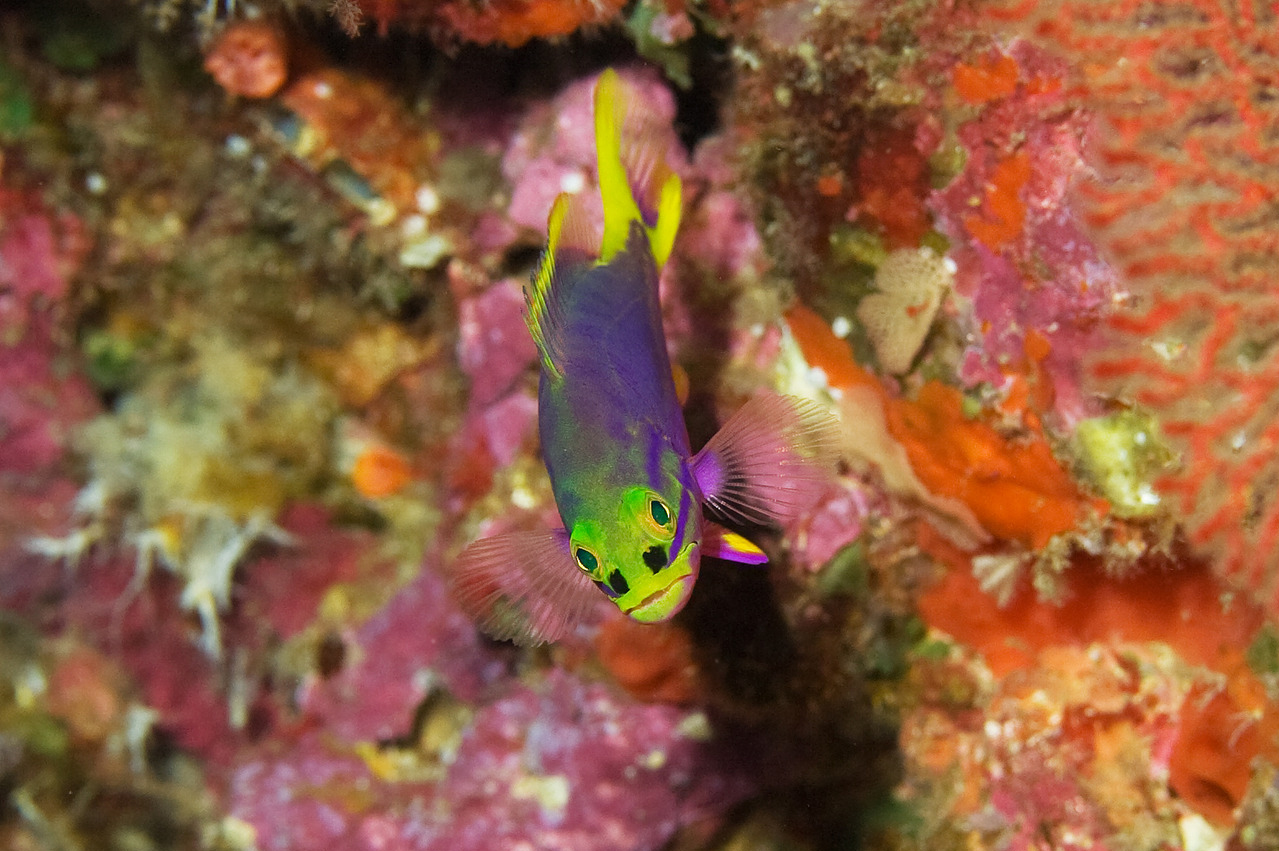
Garoupa-arlequim (Cephalopholis polleni) (juvenil)
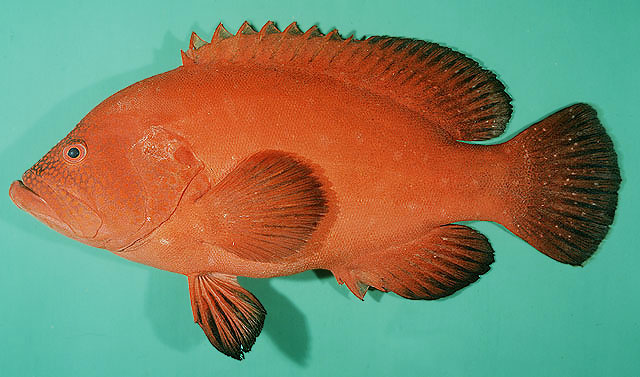
Garoupa-tomate (Cephalopholis sonnerati)
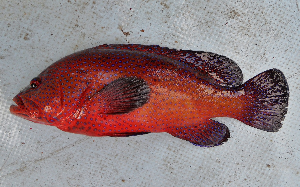
Bobo-quema (Cephalopholis taeniops)